# یوناس المر
یوناس المر (انگلیسی: Jonas Elmer؛ زادهٔ ۱۴ مارس ۱۹۶۶) کارگردان فیلم و بازیگر اهل دانمارک است.
از فیلم‌های او می‌توان به دنیای مُـنا اشاره کرد.